# 町中華探検隊
町中華探検隊（まちちゅうかたんけんたい）は、フリーライターの北尾トロ（隊長）と下関マグロ（副長）が発起人となり、2014年に創設した食文化保護団体。
ライター、カメラマン、漫画家、イラストレーター、編集者、会社員、主婦、料理研究家など、多様なメンバーが参加している。

## 概要
2013年12月、東京高円寺にある町中華「大陸」が閉店したことで北尾トロと下関マグロで結成。東京都内を中心に町中華を食べ歩き始める。
2015年1月、増山かおりが入隊する。それまで2人で食べ歩いていたものが3人となる。ここで、北尾が隊長になり、下関が副長となった。
2015年3月、北尾、下関、増山の3名で『散歩の達人』（交通新聞社）に〈中華料理屋じゃなくて"町中華″なのだ!〉という4ページの記事を執筆。カメラマンは山出高士。杉並区西荻窪と荻窪でそれぞれ3軒ずつ、計6軒の町中華を取材。これを機に半澤則吉が参加。同年4月21日発売の『散歩の達人』より北尾、下関、半澤、増山による〈町中華探検隊がゆく!〉が連載スタート。連載カメラマンは山出高士。
2015年6月、竜超が参加。
2015年7月3日、築地アタックにてイラストレーターのあきやまみみこ、写真家の濱津和貴が加入（注：「アタック」とはある地域の町中華をめぐること）。
2021年10月現在、隊員数は100名に迫る。
北尾と下関はCSのテレ朝チャンネルにて『ぶらぶら町中華』という番組にも出演している。

## おもな著作
- 『町中華とはなんだ 昭和の味を食べに行こう』北尾トロ、下関マグロ、竜超（立東舎、2016年 ISBN 978-4845628230）
- 『町中華探検隊がゆく!』（交通新聞社、2019年 ISBN 978-4330942193）
- 『夕陽に赤い町中華』（集英社インターナショナル、2019年 ISBN 978-4797673746）